# 無頭雞麥克
無頭雞麥克（英語：Mike the Headless Chicken；1945年4月20日—1947年3月17日），又稱奇蹟麥克（Miracle Mike），是美國一隻被斬掉頭部後，依然生存了18個月的小雞。起初，許多人認為這不過是騙局，但其主人把它带到位於鹽湖城的猶他大學檢查並證實此事。

## 事源
1945年9月10日星期一，住在科羅拉多州弗鲁塔市的農夫羅迪·奧臣（Lloyd Olsen），宴請其岳母共餐，他妻子自圍欄帶回一隻五个半月大的公雞作食物。由於他的岳母喜歡吃雞頸，然而他斬雞頭時意外留下公雞的一隻耳朵和大部份腦幹。被斬頭後，麥克反應很劇烈，但過不久便可正常行走，好像什麽事都沒發生過。
公雞麥克对被斬去的头无所适从，不過在無頭雞麥克被斬首後第一夜中，牠还是把残缺的头伸到翅膀下睡覺；這感動了奧臣，決定留下麥克的性命，免於牠成為岳母的盘中之物。
儘管奧臣的補救手法拙劣，但無頭雞麥克能保持平衡，并笨拙地走到棲息處；牠甚至想用失去了的喙整理羽毛。但显然，沒了頭的麥克再也不能整理羽毛了。麥克倖存下來之後，奧臣決定永遠照顧麥克。他通過滴眼藥水的小瓶子以牛奶和水混合物哺養麥克，其中也加上小粒的粟米等五穀類。而當麥克的食道出入口偶爾被黏液堵塞時，奧臣和其家人會使用注射器清除。
雖然麥克的頭去掉了，不過仍能走到高高的雞籠而沒有跌下。牠也會雞啼，但麥克只能從喉頭發出微弱的啞然聲響，無法在黎明高聲啼鳴。此外，其重量不但没有減少反而增加；奧臣宣稱麥克斷頭時只有大約2.5磅，到牠死亡之時，竟增加到幾乎8磅重。

## 名氣
無頭雞麥克不死的消息傳開，人們不禁嘖嘖稱奇，牠的名气建立起來，麥克和一隻兩頭牛於其他生物公司展覽；牠並且成為各式各樣雜誌和報紙的相片主題。很多爭取動物權益者大肆批評奧臣，認為他應該給麥克一個了結，而非讓牠繼續活受罪。
公眾要看到麥克，必須交25美分的入場費用，牠為主人奧臣賺得每個月4,500美元。在那裡，一個被醃製的雞頭與麥克共同展示出來，宣稱是麥克的頭，但實際上麥克原本的頭已經被貓吃掉。幾個關注人道协会的官員審查了麥克，公開宣佈麥克未受痛苦折磨。

## 麥死後
在1947年3月，麥克在一間位於鳳凰城的汽車旅館作巡迴展覽，麥克的黏液開始堵塞傷口。因為奧臣將清洗的注射器疏忽留在前一天的展覽場地，他們無法救活麥克。麥克已死真相只有奧臣一家知道，可能是為了財政原因，羅迪·奧臣聲稱他賣了麥克，造成麥克死後直到1949年仍有它在作巡迴展覽的谣言。
麥克死後解剖證實，斬下的刀片錯過了頸部的頸動脈，並且凝固的血块防止麥克過度失血死亡。雖然大部分頭部被切斷，但部份腦幹和一隻耳朵則留在其身體中，而該部份腦幹正是控制大多數反射行為的主要部份，而且該餘下的部份腦幹保持得相當健康。

## 紀念麥克
經過此事，無頭雞麥克現在成為科羅拉多州弗鲁塔市的代表動物，1999年開始，定每年5月第三個週末為「無頭雞麥克日」。
舉行活動有：
- 無頭雞麥克賽跑
- 拋雞蛋
- 戴雞頭帽裝
- 扮雞叫
- 跳雞舞
- 將雞娃娃丟入雞籠中
- 還有大量雞肉为主的食譜。

## 其他
“麥克，麥克，你的頭在哪兒？就算你失去了头，你一样可以活着！”这是经常可在遊樂場聽到的兒歌。

## 外部連結
- Mike's website （页面存档备份，存于） （英文）
- Fruita city homepage （页面存档备份，存于） （英文）
- The Straight Dope article on Mike the chicken （页面存档备份，存于） （英文）